# Diocesi di Anineta
La diocesi di Anineta (in latino: Dioecesis Aninetensis) è una sede soppressa del patriarcato di Costantinopoli e una sede titolare della Chiesa cattolica.

## Storia
Anineta, nell'odierna Turchia, è un'antica sede episcopale della provincia romana di Asia nella diocesi civile omonima. Faceva parte del patriarcato di Costantinopoli ed era suffraganea dell'arcidiocesi di Efeso.
La diocesi è documentata nelle Notitiae Episcopatuum del patriarcato di Costantinopoli fino al XII secolo. Tuttavia sono noti solo tre vescovi di questa antica sede episcopale. Il primo è sant'Ermogene, che il martirologio geronimiano indica come martire e discepolo di san Paolo; seguono Teodoro e Mamas, che parteciparono ai concili ecumenici di Efeso (431) e di Calcedonia (451).
Dal 1933 Anineta è annoverata tra le sedi vescovili titolari della Chiesa cattolica; la sede è vacante dal 16 febbraio 1973.

## Cronotassi

### Vescovi greci
- Sant'Ermogene †
- Teodoro † (menzionato nel 431)
- Mamas † (menzionato nel 451)

### Vescovi titolari
- Paweł Latusek † (13 novembre 1961 - 16 febbraio 1973 deceduto)[5]